# Vertigo lilljeborgi
Vertigo lilljeborgi is een op het land levende kleine longslak uit de familie van de Vertiginidae.

## Naam
De soortnaam werd in 1871 gepubliceerd door Carl Agardh Westerlund als Pupa lilljeborgi. Door andere inzichten in de taxonomie is de soort later in het geslacht Vertigo geplaatst. Als gevolg van deze naamswijziging worden auteursnaam en datum nu tussen haakjes geplaatst. De soort werd vernoemd naar de Zweedse malacoloog Vilhelm Lilljebourg (1816-1908).